# 立山神社
立山神社（たてやまじんじゃ）は、高知県香南市野市町土居（旧香美郡香宗村）に所在する神社。土佐南学の谷秦山（名は重遠）が書いた秦山集、巻十四の土佐国式社考に「此の社の祭神には香美郡の立山氏なるものの祖神を祭る」との記載がある。

## 祭神
- 国之常立神
- 立山神

## 由緒
- 日本三代実録　貞觀12年（870年）詔授 土佐國從五位上立山神正五位下
- 棟札が残っており、寶永元年（1704年）9月と明和6年（1769年）9月のものがある。
- 天保6年（1835年）に作成された神明額は、立仙大明神となっている。
- 創建当時は立山神社、江戸藩政期の頃には立仙大明神、明治の近代社格の際には再び立山神社として命名されている。[1]
- 本殿には阿彌陀木像がある。

## 神事
- 立山神社棒術獅子舞（11月1日）無形文化財[2]は、関ヶ原合戦後、香宗我部の遺臣達が山内土佐藩による武器の取り上げ等に反対し、農具である鍬の柄をとって武器として、武芸を磨くために行っていたもので、立山神社の神祭で獅子舞とともに奉納されている。